# Midget Unit Records
 (транскр.  Миџет јунит рекордс) српска је дискографска кућа из Београда.

## Издања
Напомена: Наведени су само албуми и мини-албуми.
- Стерео банана — Нишке страсти (2022)
- Ничим изазван — Покоримо ноћ (2022)
- Ничим изазван — Иду године (2022)
- Самостални референти — Никад сам... Увек сасвим сам! (2023)